# Phyllomedusinae
Phyllomedusidae (лат.) — подсемейство бесхвостых земноводных семейства квакш, обитающих в Центральной и Южной Америке от тропической Мексики до Аргентины.

## Описание
Обычно это длинные, очень худые лягушки с большими присосками на пальцах и ярко окрашенными фалангами. В отличие от других древесных лягушек, имеют вертикальные зрачки. Прекрасно приспособлены к древесному образу жизни, особенно в кронах деревьев. Первый палец на всех лапах противопоставлен остальным, что способствует хорошему захвату.

## Классификация
На январь 2023 года в подсемейство включают 8 родов и 67 видов:
- Agalychnis Cope, 1864 — Яркоглазые квакши (14 видов)
- Callimedusa Duellman, Marion, and Hedges, 2016 (6 видов)
- Cruziohyla Faivovich at al., 2005 (3 вида)
- Hylomantis Peters, 1873 "1872" (2 вида)
- Phasmahyla Cruz, 1991 (8 видов)
- Phrynomedusa Miranda-Ribeiro, 1923 (6 видов)
- Phyllomedusa Wagler, 1830 — Филломедузы (16 видов)
- Pithecopus Cope, 1866 (12 видов)